# Joe Jordan
Pour les articles homonymes, voir Jordan.
Joseph Jordan dit Joe Jordan, né le 15 décembre 1951 à Carluke (Écosse), est un footballeur écossais, qui évoluait au poste d'attaquant, notamment à Leeds United, et en équipe d'Écosse. Jordan est ensuite devenu entraîneur. 
Jordan a marqué onze buts lors de ses cinquante-deux sélections avec l'équipe d'Écosse entre 1973 et 1982. Il fait partie du Scottish Football Hall of Fame depuis 2005, année de la deuxième session d'intronisation. Il fait aussi partie du Tableau d'honneur de l'équipe d'Écosse de football, où figurent les internationaux ayant reçu plus de 50 sélections pour l'Écosse, étant inclus dès la création de ce tableau d'honneur en février 1988.

## Biographie
Ayant perdu ses incisives supérieures au cours de duels musclés avec les défenseurs lors de ses jeunes années de footballeur, Joe Jordan était contraint de porter un dentier, qu'il retirait pour entrer en jeu, d'où son surnom, The Shark (le requin).
Avec l'équipe d'Écosse, il a participé à trois coupes du monde, en 1974, 1978 et 1982, marquant à chaque fois un but, ce qui en fait l'unique joueur écossais à avoir marqué un but au cours de trois phases finales différentes.
Il a joué à Leeds United, à Manchester United, au Milan AC, à Verone et à Southampton, avant de finir sa carrière à Bristol City, en tant qu'entraîneur-joueur.
Sa carrière d'entraîneur l'a amené à Bristol City, Heart of Midlothian, Stoke City, à nouveau Bristol City et Portsmouth.
Depuis 2008, il est entraineur adjoint avec Kevin Bond de Harry Redknapp à Tottenham

## Carrière
- 1968-1970 : Morton FC
- 1970-1978 : Leeds United
- 1978-1981 : Manchester United
- 1981-1983 : Milan AC
- 1983-1984 : Hellas Vérone
- 1984-1987 : Southampton
- 1987-1988 : Bristol City

## Palmarès

### En équipe nationale
- 52 sélections et 11 buts avec l'équipe d'Écosse entre 1973 et 1982.

### Avec Leeds United
- Vainqueur de la Coupe des villes de foires en 1971.
- Vainqueur du Championnat d'Angleterre de football en 1974.
- Vainqueur de la Coupe d'Angleterre de football en 1972.
- Finaliste de la Coupe des clubs champions en 1975.
- Finaliste de la Coupe des vainqueurs de coupe en 1973.

### Avec Milan AC
- Vainqueur du Championnat d'Italie de football D2 en 1983.